# Courtney Eldridge
Courtney Tyrone Eldridge (ur. 10 czerwca 1980 w Bostonie) – amerykański koszykarz grający na pozycji rozgrywającego.

## Przebieg kariery
- 1998-2002 NC-Greensboro (NCAA)
- 2002-2003 North Charleston Lowgators (NBDL)
- 2003-2004 Great Lakes Storm (CBA)
- 2004-2005 Uniara/Araraquara
- 2005-2006 Bandeiras / Rio Claro
- 2006-2007 Kager Gdynia
- 2007-2008 Basket Kwidzyn
- 2008-2009 Polpharma Starogard Gdański
- 2009-2010 Associazione Basket Latina
- 2010-2011 Asseco Prokom Gdynia
- 2011- Mińsk 2006
- 2013-2014 Polpharma Starogard Gdański

## Statystyki podczas występów w PLK
- Sezon 2006/2007 (Kager Gdynia): 36 meczów (średnio 11,2 punktu, 5,2 asysty oraz 2,2 przechwytu w ciągu 28,2 minuty)
- Sezon 2007/2008 (Basket Kwidzyn): 26 meczów (średnio 11,3 punktu, 4,6 asysty oraz 2,2 przechwytu w ciągu 28,3 minuty)
- Sezon 2008/2009 (Polpharma Starogard Gdański): 32 mecze (średnio 10,1 punktu, 4,8 asysty oraz 2,2 przechwytu w ciągu 27,5 minuty)
- Sezon 2010/2011 (Asseco Prokom Gdynia): 36 meczów (średnio 5,4 punktu, 2,4 asysty oraz 1,1 przechwytu w ciągu 15,5 minuty)

## Sukcesy
- Mistrz Polski (2011)